# Centre de rétention administrative en France
Pour les articles homonymes, voir CRA.
Ne doit pas être confondu avec Centre de détention ou Rétention de sûreté en France.
En France, les centres de rétention administrative (CRA) sont utilisés pour retenir les étrangers auxquels l'administration ne reconnaît pas le droit de séjourner sur le territoire français et a décidé de procéder à leur éloignement forcé. Ils sont retenus pour organiser leur voyage vers un pays qui accepte de les recevoir, le plus souvent celui dont ils ont la nationalité, à défaut celui dont ils sont légalement réadmissibles.
Les étrangers présents dans les CRA peuvent, dans certaines conditions, exercer des recours devant la justice judiciaire ou administrative pour contester leur placement en rétention ou leur refus de séjour. Pour exercer leurs droits, ils peuvent être assistés par une association présente dans le CRA et/ou un avocat. Ils peuvent être maintenus dans un CRA 90 jours au plus si un juge des libertés et de la détention l'autorise. Si l'étranger a été condamné à une peine d'interdiction du territoire pour des actes de terrorisme prévus par le titre II du livre IV du code pénal ou s'il fait l'objet d'une décision d'expulsion édictée pour un comportement lié à des activités à caractère terroriste pénalement constatées, la durée maximale de rétention peut être prolongée jusqu'à 210 jours.
Il existe également des locaux de rétention administrative (LRA), destinés à recevoir très temporairement (48 heures au maximum) des étrangers en attendant leur transfert dans un CRA ou leur éloignement. Les étrangers qui arrivent sur le territoire et dont l'administration refuse l'entrée sont maintenus dans des zones d'attentes (zone d'attente pour personnes en instance, ZAPI), juridiquement distinctes des CRA.
En 2023, le nombre total de places en centre de rétention administrative est de 1 948, réparties sur vingt-cinq établissements.
Selon le rapport commun des associations sur les centres de rétention, 46 955 personnes ont fait l'objet d'un placement en rétention en 2023, dont 16 969 en métropole et 29 986 en Outre-mer. Parmi ces personnes, 3 349 étaient mineurs, dont 3 262 enfants pour Mayotte. Les mineurs ne peuvent pas faire l'objet d'une mesure d'éloignement mais pouvaient cependant, avant le 1er janvier 2024, être retenus avec au moins un de leurs parents faisant l'objet d'une mesure d'éloignement dans un CRA. Cette disposition ne s'appliquera à Mayotte qu'en 2027.

## Statut des centres de rétention

### La création des centres de rétention et l'évolution de la législation

#### La retenue administrative des étrangers avant les CRA
Durant la Première Guerre mondiale, des civils ressortissants de pays en guerre avec la France sont enfermés dans des camps sur simple décision administrative. Cette dernière ne repose sur aucun texte de loi : ni l’état de siège, instauré dès le 1er août 1914, ni le décret du 2 août 1914, « relatif aux mesures à prendre à l’égard des étrangers stationnés en France » ne prévoient des mesures de rétention. Il n’est question que d’expulsion et d’interdictions de résidence. Le conseil d’État « légalise » l’internement par décret, en invoquant la sécurité nécessaire du territoire en temps de guerre. Environ soixante-dix camps, placés sous l’autorité du ministère de l'Intérieur, participent à la rétention des étrangers à cette période.
En 1938, un décret-loi du 12 novembre autorise l'internement des étrangers au nom du potentiel danger qu’ils représentent pour la République française. Ainsi, le ministère de l’Intérieur obtient le pouvoir, dans le cadre de « l’élimination rigoureuse des indésirables » d’enfermer les étrangers expulsables, mais « dans l’impossibilité de trouver un pays qui les accepte », ou encore des étrangers « dangereux pour la sécurité nationale » de par « leurs antécédents judiciaires ». C'est ce décret-loi qui a donné le cadre administratif à l'enfermement des réfugiés espagnols en 1939, des ressortissants allemands et ex-autrichiens au commencement de la Seconde Guerre mondiale, et de la longue liste des « indésirables étrangers » du régime de Vichy. Entre 1940 et 1944, ce sont plus de 500 000 personnes qui ont été internées dans plus de deux cents camps de rétention présents sur tout le territoire français.

#### 1975-1981: la création des CRA
En 1964, après la grande vague des indépendances, un entrepôt construit en 1917 à Arenc dans le port de Marseille est acheté par la préfecture de police pour y enfermer les étrangers en instance d'expulsion,. Il n'existe alors aucun texte réglementant cette pratique, basée uniquement sur un règlement de police de 1938 autorisant l’internement d'étrangers. Cet enfermement se fait alors sans aucun contrôle judiciaire.
Avec la révélation par La Marseillaise en 1975 de ce mode de détention éclate l'affaire d'Arenc. En réaction, le gouvernement Barre tente de donner une base juridique a posteriori à cette pratique par la circulaire du 21 novembre 1977, annulée par le Conseil d'État, puis dans le décret du 9 décembre 1978. La loi du ministre de l'intérieur Christian Bonnet, qui impose le 10 janvier 1980 le principe de la détention d'un étranger « pendant le temps strictement nécessaire à son départ », est partiellement invalidée par le conseil constitutionnel qui rappelle le principe selon lequel « nul ne peut être arbitrairement détenu ». La « loi sécurité et liberté » du 2 février 1981 rétablit le principe d'internement « pendant le temps nécessaire » mais limite la détention administrative (sans contrôle judiciaire) à 48 heures.
En 1981 finalement, le gouvernement socialiste de François Mitterrand abroge les dispositions les plus contestées de la loi Bonnet mais entérine le principe de la pénalisation de l'immigration irrégulière : les CRA sont légalisés par la loi du 29 octobre 1981 qui organise la rétention administrative, en institutionnalisant des lieux de privation de liberté contrôlés par la Police nationale et qui ne dépendent pas de l'administration pénitentiaire,.

#### Allongement de la durée maximale de la rétention

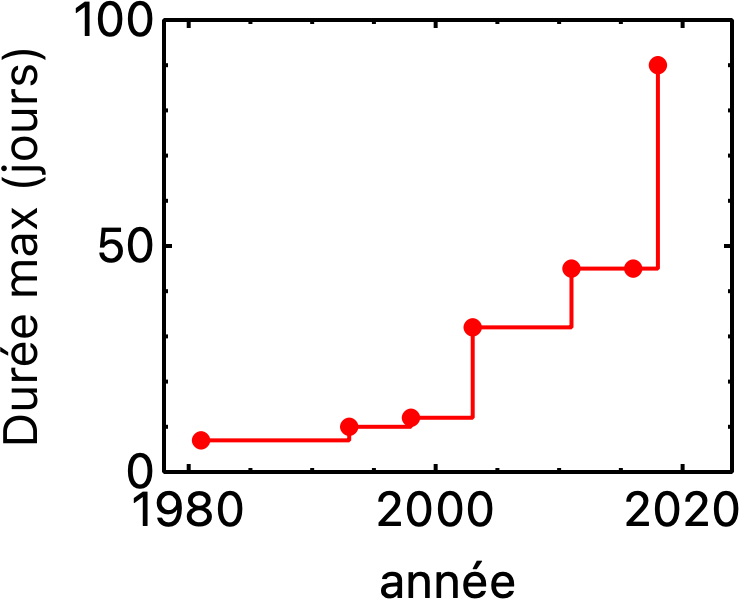
Évolution de la durée maximale de la rétention administrative en France,, et de sa durée moyenne.

En 1992, la gauche crée des « zones d'attente » où les demandeurs d'asile peuvent être maintenus pendant 20 jours, puis fait passer la durée maximale de la rétention de dix à douze jours en 1998. Les gouvernements de Jacques Chirac et Nicolas Sarkozy allongent cette durée à 32 jours en 2003, puis 45 en 2011. La rétention des familles est légalisée pendant la présidence de François Hollande en 2016. La loi immigration de Gérard Collomb allonge encore en 2018 la durée maximale de la rétention de 45 à 90 jours, y compris pour les mineurs dont les parents sont expulsables,.  
En 2025, une loi proposée par la sénatrice Jacqueline Eustache-Brinio étendant la durée maximale de 210 jours qui s'appliquait aux étrangers ayant été condamnés pour terrorisme à ceux considérés comme particulièrement dangereux,,, est bloquée par le Conseil constitutionnel,, mais un texte modifié est annoncé.

#### Nombre de places
En 2023 le projet de loi LOPMI prévoit le doublement des places de rétention par rapport à 2017 avec un objectif de 3 000 places à l'horizon 2027 et des constructions de nouveaux CRA à Dijon, Béziers, Aix/Luynes, Dunkerque, Goussainville, Nantes, Oissel et Mayotte.

### Différences avec une prison
Un centre de rétention administrative en France n'est pas un établissement pénitentiaire, c'est-à-dire une prison dépendant du ministère de la Justice. Les retenus sont gardés par des policiers et non par des surveillants pénitentiaires. La privation de liberté n'y a pas un caractère punitif, elle n'est pas la conséquence d'un crime ou délit.
Aussi, les centres de rétention sont différents des camps de réfugiés ou des camps de prisonniers de guerre.
L'enfermement ne peut concerner qu'un étranger faisant l'objet d'une mesure administrative d'éloignement et ne doit viser qu'à mettre en œuvre sa reconduite à la frontière. La rétention ne doit durer que le temps d'organiser matériellement cette reconduite à la frontière.
Un centre de rétention ne peut comprendre plus de 140 places.
L'enfermement est décidé par l'autorité administrative, le plus souvent un préfet. L'autorisation judiciaire de maintien en rétention n'est nécessaire qu'au-delà de quatre jours, pour une prolongation de période de vingt-six jours à compter de l'expiration du délai de quatre jours. Ensuite, conformément à l'article L742-4, le juge des libertés et de la détention peut à nouveau être saisi pour une période de trente jours en cas d'urgence absolue ou de menace pour l'ordre public, d'impossibilité d'exécuter la décision d'éloignement qui résulte de la perte ou de la destruction des documents de voyage de l'intéressé, de la dissimulation par celui-ci de son identité ou de l'obstruction volontaire faite à son éloignement ou bien lorsque la décision d'éloignement n'a pu être exécutée en raison du défaut de délivrance d'un laissez-passer consulaire ou de l'absence de moyens de transport. Si le juge ordonne la prolongation de la rétention, celle-ci court à compter de l'expiration de la précédente période de rétention et pour une nouvelle période d'une durée maximale de trente jours. La durée maximale de la rétention n'excède alors pas soixante jours.
Enfin, à titre exceptionnel, le JLD peut à nouveau être saisi aux fins de prolongation du maintien en rétention au-delà de la durée maximale de rétention prévue à l'article L. 742-4, lorsque l'étranger a fait obstruction à l'exécution d'office de la décision d'éloignement, s'il a présenté une demande d'asile ou de protection contre l'éloignement dans le seul but de faire échec à l'exécution de la mesure dont il fait l'objet, ou si la décision d'éloignement n'a pu être exécutée en raison du défaut de délivrance d'un LPC et qu'il est établi par l'autorité administrative compétente que cette délivrance doit intervenir à bref délai. Le juge peut également être saisi en cas d'urgence absolue ou de menace pour l'ordre public. Si le juge ordonne la prolongation de la rétention, celle-ci court à compter de l'expiration de la dernière période de rétention pour une nouvelle période d'une durée maximale de quinze jours.
À l'issue et pur les mêmes motifs, la rétention peut être renouvelée pour à nouveau quinze jours. La durée maximale de la rétention n'excède alors pas quatre-vingt-dix jours.

### Fondements juridiques de la rétention administrative
La rétention administrative était autorisée en France par le titre V du livre V du code de l'entrée et du séjour des étrangers et du droit d'asile (CESEDA), dont les dispositions sont issues de l'ordonnance no 45-2658 du 2 novembre 1945 relative à l'entrée et au séjour des étrangers en France et portant création de l'office national d'immigration aujourd'hui abrogée. Elle est actuellement prévue au titre IV du livre VII du code de l'entrée et du séjour des étrangers et du droit d'asile résultant de l'ordonnance no 2020-1733 du 16 décembre 2020.
La liste des centres de rétention administrative est fixée par arrêté. Depuis le 1er septembre 2011, tous les centres de rétention administrative sont gérés par la police nationale.

## Éléments statistiques
Les données statistiques ci-dessous sont extraites des rapports de la Cimade, puis communs aux associations à partir de 2010. Elles concernent les CRA en France métropolitaine et en Guyane. Les CRA de la Guadeloupe, la Réunion et Mayotte ne sont pas compris dans ces statistiques.
| 1999   | 2000   | 2001   | 2002   | 2003   | 2004   | 2005   | 2006   |
| ------ | ------ | ------ | ------ | ------ | ------ | ------ | ------ |
| 14 260 | 17 883 | 16 291 |        | 28 220 | 20 488 | 22 357 | 29 298 |
| 2007   | 2008   | 2009   | 2010   | 2011   | 2012   | 2013   | 2014   |
| 34 325 | 32 268 | 35 557 | 33 692 | 29 167 | 43 746 | 45 377 | 49 537 |
| 2015   | 2016   | 2017   | 2018   | 2019   | 2020   | 2021   | 2022   |
| 44 706 | 45 937 | 46 857 | 45 851 | 53 273 | 27 917 | 42 353 | 43 565 |
| 2023   |        |        |        |        |        |        |        |
| 46 955 |        |        |        |        |        |        |        |

| 2004   | 2005   | 2006   | 2007   | 2008   | 2009   | 2010   | 2011   | 2018 | 2023 |
| ------ | ------ | ------ | ------ | ------ | ------ | ------ | ------ | ---- | ---- |
| 8,90 % | 7,91 % | 9,32 % | 7,33 % | 6,09 % | 6,07 % | 9,24 % | 8,10 % | 7 %  | 5 %  |

| 2004 | 2005 | 2006 | 2007 | 2008 | 2009 | 2010 | 2011 | 2012 | 2013                 | 2014                  | 2018                 | 2019                  | 2020                 | 2023                  |
| ---- | ---- | ---- | ---- | ---- | ---- | ---- | ---- | ---- | -------------------- | --------------------- | -------------------- | --------------------- | -------------------- | --------------------- |
| 165  | 262  | 197  | 242  | 222  | 318  | 356  | 384  | 300  | 96 + 3 512 à Mayotte | 110 + 5 582 à Mayotte | 208 + 1221 à Mayotte | 279 + 3 101 à Mayotte | 122 + 2044 à Mayotte | 214 + 3 262 à Mayotte |

D'après les chiffres du ministère de l'Intérieur, les éloignements forcés se sont élevés à 15 677 en 2018 et à 18 906 en 2019 en métropole, en progression de 34 % par rapport à 2012. Ces éloignements sont quasi systématiquement précédés par un placement en CRA, dont l'efficacité, selon la Cour des comptes, est structurellement basse (40 % des personnes retenues ont été effectivement éloignées en 2018 pour un coût moyen de la rétention chiffré à 6 234 € et le coût important (2 341 agents publics et policiers sont affectés en CRA pour un total de 1 814 places en 2019.

## Conditions d'hébergement

### Les normes
L'article R744-6 du CESEDA détermine la capacité d'accueil des CRA (140 places maximum) et la nature des équipements de type hôtelier et des prestations de restauration collective. Les normes sont les suivantes :
- surface utile minimum de 10 m2 par retenu comprenant les chambres et les espaces librement accessibles aux heures ouvrables ;
- des chambres collectives non mixtes, contenant au maximum six personnes ;
- des équipements sanitaires, comprenant des lavabos, douches et w.-c., en libre accès et en nombre suffisant, soit un bloc sanitaire pour 10 retenus ;
- un téléphone en libre accès pour 50 retenus ;
- locaux et matériels nécessaires à la restauration conformes aux normes ;
- au-delà de 40 retenus : une salle de loisirs et de détente distincte du réfectoire, dont la superficie est d'au moins 50 m2, majorée de 10 m2 pour 15 retenus supplémentaires ;
- une ou plusieurs salles dotées d'équipement médical, réservées au service médical ;
- un local permettant de recevoir les visites des familles et des autorités consulaires ;
- un local réservé aux avocats ;
- un local affecté à l'Agence nationale de l'accueil des étrangers et des migrants ;
- un local, meublé et équipé d'un téléphone, affecté à l'association ayant pour mission d'informer les étrangers et de les aider à exercer leurs droits ;
- un espace de promenade à l'air libre ;
- un local à bagages ;
- pour les CRA habilités à recevoir des familles : des chambres spécialement équipées, et notamment de matériels de puériculture adaptés.

### Locaux de rétention administrative
Les locaux de rétention sont définis dans l'article R553-6 du Ceseda. Celui du commissariat de Choisy-le-Roi a été jugé impropre à la rétention.

### Des conditions de rétention critiquées
La limite de 140 places a été contournée plusieurs fois par le couplage de deux centres sur un même lieu[réf. nécessaire]. Ce dépassement des normes est également critiqué par la Cour des comptes et plusieurs commissions nationales qui y voient des risques de sécurité (notamment après l'incendie volontaire d'un tel centre double à Vincennes en juin 2008), de troubles à l'ordre public, et de suivi individuel insuffisant,.
Bien qu'ils ne soient pas des prisons, les CRA construits depuis les années 2000 reprennent, selon les associations qui y sont présentes, de plus en plus le modèle carcéral (contrôle et organisation de l'espace), et le temps de séjour n'a cessé d'augmenter. Selon leur rapport 2010, « la principale caractéristique de la prison – l’encellulement des prisonniers dans une chambre – n’existe pas en centre de rétention et les personnes peuvent circuler librement dans la zone de vie ; toutefois, les conditions matérielles de vie sont presque aussi restreintes et contraignantes qu’en prison »[source insuffisante].
Les associations dénoncent également les conditions de rétention elles-mêmes. Ainsi, après avoir visité le chantier du centre le plus grand et le plus récent au Mesnil-Amelot, 300 personnes manifestent et la Cimade dénonce un espace « sécuritaire » et « totalement déshumanisé », où les dispositifs de surveillance abondent et interdisent toute intimité (ainsi le fait que le haut des portes des chambres soit vitré),.

### Situation juridique des enfants en bas âge
La Cour de cassation a considéré que le fait de maintenir, après une garde à vue, une famille comprenant un bébé de deux mois dans l'espace réservé aux familles d'un CRA ne constitue pas en soi un traitement inhumain ou dégradant. En revanche, la Cour européenne des droits de l'homme a condamné la France pour le placement en rétention d'enfants dans un CRA, car « si les conditions matérielles de certains centres sont correctes, les conditions inhérentes à ce type de structures sont jugés avoir un effet anxiogène sur les enfants en bas âge »[source insuffisante].
En dépit de la circulaire adressée le 9 juillet 2012 aux préfets par le ministre de l'Intérieur Manuel Valls dans laquelle est préconisée l'assignation à résidence, consignes qui ont dans un premier temps réduit le nombre de mineurs détenus en centre de rétention administrative de 312 cas en 2011 à 99 en 2012, 45 y ont été placés avec leurs parents en 2014, 105 en 2015, 67 dans les premiers mois de 2016, chiffres qui ne concernent que le territoire métropolitain et ignorent les quelque 4 300 cas de Mayotte rien qu'en 2015.
En son article 40, la loi n° 2024-42 du 26 janvier 2024 pour contrôler l'immigration et améliorer l'intégration met fin au placement en rétention administrative des enfants mineurs.

### Prise en charge sanitaire dans les CRA
Toute personne placée dans un centre de rétention administrative a le droit de voir un médecin. La prise en charge sanitaire dans les CRA est décrite par la circulaire DPM/CT/DH/DLPAJ/DEF/GEND no 99-677 du 7 décembre 1999 relative au dispositif sanitaire. Les unités médicales des centres de rétention administrative (UMCRA) se sont groupées en une Fédération : la FUMCRA, association régie par la loi de 1901 dont le siège social est situé à Nice.
Cette circulaire date de 1999, lorsque la durée maximale de placement en rétention (neuf jours) était bien inférieure aux dispositions postérieures (sept jours en 1981, trente jours en 2011, quatre-vingt-dix jours depuis 2019). Les médecins et infirmiers intervenant dans les centres de rétention sont du personnel hospitalier, à temps plein ou partiel.

### Le registre de rétention
L'arrêté du 8 mars 2018 autorise la mise en place d'un registre de rétention. Sur ce registre sont notées des données à caractère personnel relatives :
- à l'étranger placé en rétention administrative ;
- à la procédure administrative de placement en rétention administrative ;
- aux procédures juridictionnelles mises en œuvre au cours de la rétention ;
- à la fin de la rétention et à l'éloignement.

Les données à caractère personnel sont conservées pendant une durée qui ne peut excéder deux ans à compter de leur enregistrement.

### Accompagnement par des associations de défense des droits des personnes retenues
Jusqu'au 2 juin 2009, la Cimade était la seule association habilitée à se rendre dans les centres de rétention afin d'y assurer la mission d'accompagnement juridique et social des personnes retenues, mission qui lui est confiée par l'État au titre d'une convention. L'Office français de l'immigration et de l'intégration (OFII) est également présent dans ces centres afin d'y assurer une médiation sociale, voire de dispenser une information ciblée sur l'aide financière au retour pour tous les étrangers remis en liberté à l'issue de leur période de rétention.
Le décret no 2008-817 du 22 août 2008 organise une présence partagée entre plusieurs associations. Il précise que les intervenants seront tenus à une mission de « neutralité et de confidentialité », ce qui pourrait interdire la publication annuelle des rapports, mais la pratique continue dans les faits. La Croix-Rouge ne s'est pas dite intéressée, tandis que France terre d'asile a déclaré qu'ils ne feront rien sans la Cimade.
Le 10 avril 2009, le ministre de l'immigration, Éric Besson, annonce, à l'issue de la procédure d'appels d'offre, la répartition de l'intervention des associations :
- Bordeaux, Nantes, Rennes, Toulouse et Hendaye : la Cimade ;
- Lille 1 et 2, Metz, Geispolsheim : Œuvres hospitalières françaises de l'ordre de Malte ;
- Lyon, Marseille et Nice : Forum réfugiés ;
- Nîmes, Perpignan et Sète : la Cimade ;
- Outre-Mer : Collectif Respect (finalement remplacé par la Cimade) ;
- Mesnil-Amelot 1, 2 et 3 : la Cimade ;
- Palaiseau, Plaisir, Coquelles et Rouen-Oissel : France terre d'asile ;
- Bobigny et Paris : Association Service Social Familial Migrants.

La date de prise d’effet de ces nouveaux marchés est le 2 juin 2009. Le communiqué du ministre souligne qu'un des critères était la recherche des solutions financièrement les plus avantageuses. Finalement, sur trois ans, un montant annuel moyen de 4,76 millions d'euros sera engagé pour l'exécution de ces marchés. Le Collectif Respect s'est révélé dans l'incapacité d'accomplir sa mission, c'est finalement la Cimade qui prend en charge l'outre-mer.
En novembre 2012, le ministère a prolongé la mission des associations de deux mois, et lancé un nouvel appel d'offres pour organiser la fin de 2013. À la suite de nombreuses protestations, cet appel a été légèrement modifié. À la suite de cet appel d'offres, la Cimade a été remplacée par Forum réfugiés à Nîmes, Perpignan et Sète à partir de mars 2013.
Les équipes de la Cimade se retirent trois jours du centre de Le Mesnil-Amelot en juillet 2019, pour protester contre les « mauvais traitements » et les « dénis de justice » dont ils sont témoins,.

## Oppositions aux CRA

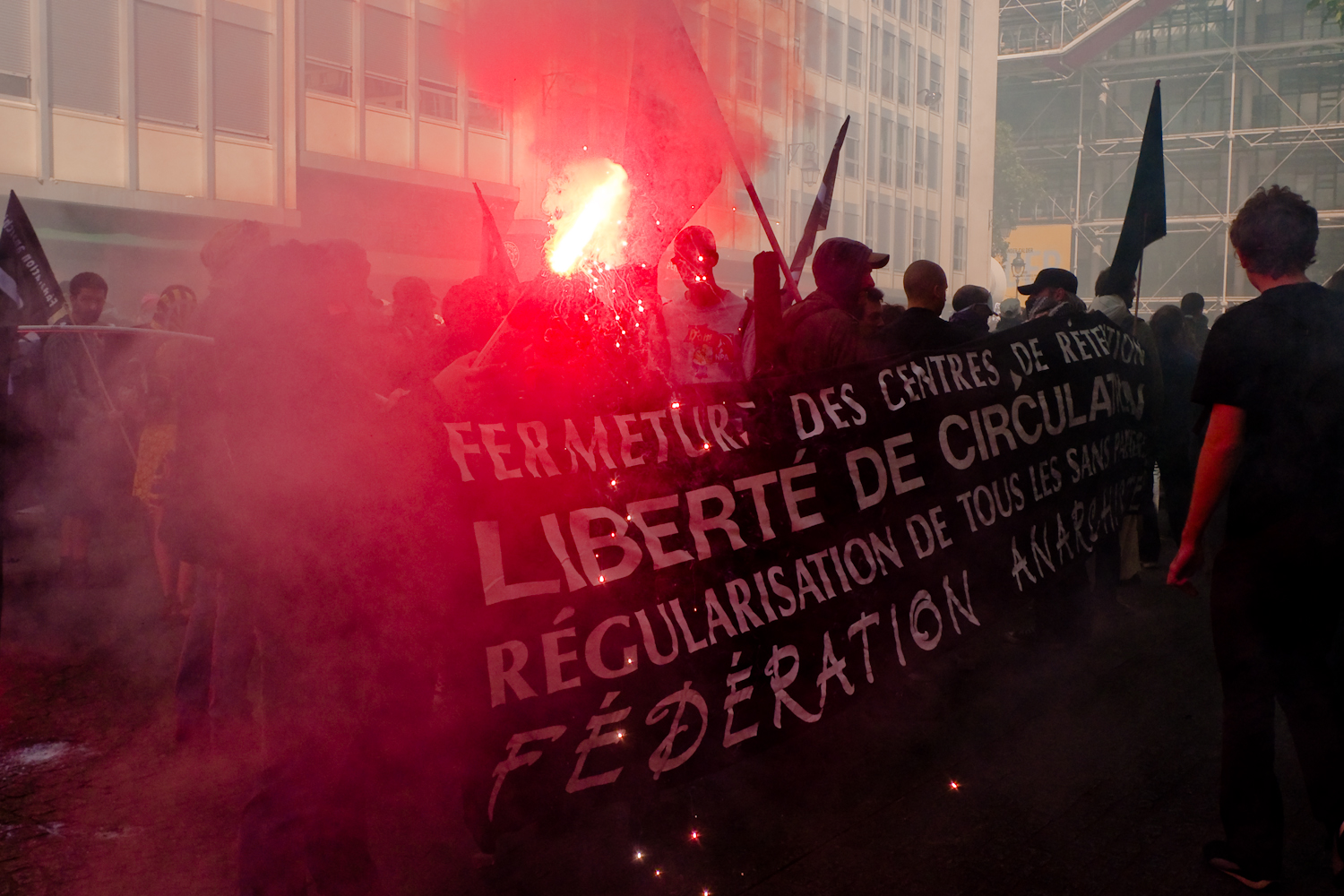
Banderole de la Fédération anarchiste pour la fermeture des CRA, lors d'une manifestation à Paris en 2009.

Différentes organisations, outre leur rôle de protection des droits des étrangers dans le cadre de la législation existante, s'engagent dans des actions visant à faire évoluer celles-ci. Elles mettent en œuvre plusieurs actions : pétitions, manifestations, cercles de silence, pour protester contre « l'enfermement de personnes pour le seul fait d'être entrées en France pour vivre mieux » et notamment « l'enfermement systématique des sans-papiers dans les centres de rétention administrative en France ».
En outre, elles cherchent à sensibiliser la société à l'existence et aux conditions de fonctionnement des centres de rétention administrative,,[source insuffisante].
Des associations luttent également contre la construction de nouveaux centres à Metz, Calais, Rennes, Olivet.

### Contre l'incorporation de salles d'audience aux CRA
Pendant l'été 2006, des salles d'audience ont été installées à l'intérieur des centres de rétention, comme à Toulouse et Marseille, ouvrant une polémique au sujet du non-respect du principe de la séparation des pouvoirs (les centres de rétention étant soumis au ministère de l'Intérieur). Pour la Cour de cassation, « la proximité immédiate exigée par l'article L. 552-1 du code de l’entrée et du séjour des étrangers et du droit d’asile est exclusive de l’aménagement spécial d’une salle d’audience dans l’enceinte d’un centre de rétention », ce qui entraîne l'interdiction de cette pratique à Toulouse et Marseille, tandis qu'elle se maintient à Calais (centre de rétention de Coquelles).
Les nouvelles salles sont désormais installées à proximité des centres de rétention mais dans une enceinte séparée. Ainsi, la salle d'audience du Mesnil-Amelot ouvre en octobre 2013, dénoncée par les associations d'avocats et de défense des étrangers mais validée par la Cour de cassation.

### Contre l'enfermement des enfants
En son article 40, la loi n° 2024-42 du 26 janvier 2024 pour contrôler l'immigration et améliorer l'intégration met fin au placement en rétention administrative des enfants mineurs. Toutefois, conformément au III de l’article 86 de cette même loi, cette disposition n'entrera en vigueur
à Mayotte qu'au 1er janvier 2027, compte tenu des circonstances migratoires particulières
auxquelles est confronté ce territoire.
À Mayotte, l'administration a pu rattacher artificiellement des mineurs à des majeurs accompagnant pour pouvoir expulser les deux ensemble. Cette pratique est contestée par les associations de défense des étrangers et par le défenseur des droits. Elle est encadrée par des décisions du Conseil d'État.

### Ouvrages
- Jean-Marc Berlière, « Internement », dans Polices des temps noirs : France, 1939-1945, Paris, Perrin, 2018, 1357 p. (ISBN 978-2-262-03561-7, DOI 10.3917/perri.berli.2018.01.0580 ), p. 580-588.
- Carolina Kolinsky et Chowra Makaremi, Enfermés dehors : Enquêtes sur le confinement des étrangers, Paris, éditions du Croquant, coll. « terra », 17 mars 2009, 335 p. (ISBN 978-2-914968-55-3).
- Feu au centre de rétention : Des sans-papiers témoignent, Paris, Libertalia, 2008, 160 p. (ISBN 978-2-918059-00-4).
- Nicolas Fischer, La rétention administrative dans l’État de droit. Genèse et pratique du contrôle de l’enfermement des étrangers en instance d’éloignement dans la France contemporaine (Thèse de doctorat en sciences Politique), Paris, Institut d'études politiques de Paris, 2007, 630 p. (SUDOC 127976507).

### Rapports et documents
- « Rapport de la Cour des comptes sur la rétention administrative », sur ccomptes.fr, 2009[69]

- Cécile Bernerger, Brigitte Muniz Perez et Caroline Moreau, « Enquête statistique sur les décisions prononcées du 1er au 31 mai 2007 par les juges des libertés et de la détention et les cours d’appel statuant sur des demandes de prolongation du maintien en rétention ou en zone d’attente » [PDF], sur www.justice.gouv.fr, janvier 2008
- La Cimade, Centres et locaux de rétention administrative, rapport 2020, juin 2021, 132 p. (ISBN 978-2-900595-67-1, lire en ligne)
- Dominique Simonnot, contrôleuse générale des lieux de privation de liberté, « Recommandations du 19 mai 2023 relatives aux centres de rétention administrative de Lyon 2 (Rhône), du Mesnil-Amelot (Seine-et-Marne), de Metz (Moselle) et de Sète (Hérault) » , sur Journal officiel, 22 juin 2023[70]